# Johann Georg Schlosser
 (juin 2019).
Pour les articles homonymes, voir Schlosser.
Johann Georg Schlosser (né le 7 décembre 1739 à Francfort-sur-le-Main, mort le 17 octobre 1799 dans la même ville) est un juriste, historien, traducteur allemand, écrivain politique et philosophe allemand des Lumières. Beau-frère de Johann Wolfgang von Goethe, il fut critique d'Emmanuel Kant et membre de la loge maçonnique de Vienne Zur wahren Eintracht et affilié en 1782 aux Illuminés de Bavière sous le nom de Dion/Mahomed.

## Biographie
Johann Georg Schlosser vient d'une famille bourgeoise de Francfort. Son père Carl Erasmus fait partie du conseil de la ville, sa mère Susanna Maria Orth vient d'une famille de grands marchands. Son frère Hieronymus Peter Schlosser est dans la politique.
Élève au lycée, il s'intéresse aux langues classiques et à la littérature allemande contemporaine. Il étudie le droit à Iéna en 1758 et à Altdorf en 1760. Avec une thèse sur le droit de la tutelle de Francfort, il devient docteur en 1762 puis exerce comme avocat.
En 1766, il est le secrétaire privé de Frédéric-Eugène de Wurtemberg, qui dirige un régiment prussien à Treptow-sur-la-Rega.
En 1769, il reprend le métier d'avocat. En 1771, un essai critique de l'éducation cléricale le fait connaître auprès des intellectuels comme Christoph Martin Wieland.

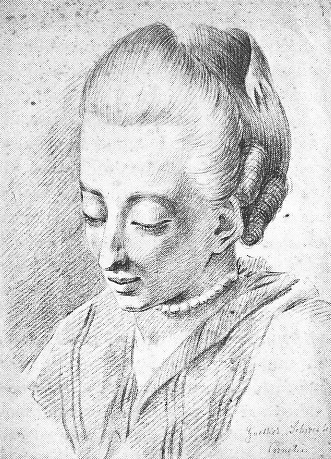
, portrait de Cornelia Schlosser née Goethe (dessin vers 1770)

En 1773, il est juriste et écrivain à Emmendingen auprès du margrave de Bade-Durlach. Le 1er novembre 1773, il épouse Cornelia, la sœur de Goethe. En 1774, il vient à la cour du margraviat de Hochberg dont la résidence est à Emmendingen. Durant ces années, il milite en particulier pour les réformes de l'agriculture et de la sphère sociale. Il promeut les exploitations minières et la construction d'usines. Ces réformes vont à l'encontre de la politique de Charles Ier de Bade et de son gouvernement à Karlsruhe.
Après la mort de Cornelia en 1777, il se marie l'année suivante avec Johanna Fahlmer, la confidente de Goethe.
Schlosser a des contacts avec des scientifiques et penseurs non seulement du sud-ouest de l'Empire, mais aussi en Suisse et en Alsace comme Johann Kaspar Lavater, Isaak Iselin ou Théophile Conrad Pfeffel. De même, il invite souvent chez lui le poète Jakob Michael Reinhold Lenz.
Goethe est proche de Sclosser entre 1775 et 1778. Ils se rencontrent une dernière fois en 1793 à Heidelberg. Dans Poésie et Vérité, il décrit brièvement leur relation.
En 1776, il attaque dans un pamphlet les membres du clergé protestant de Francfort, le livre est condamné au bûcher. En 1784, il s'en prend à la physiocratie que soutient Charles de Bade.
En 1782, il est admis au sein des Illuminati sous le nom de Dion/Mahomed, dans la "province" de Souabe, dite "Pannonien". En 1787, il s'inscrit à la province de Fribourg-en-Brisgau sous le nom d'Euclide. Schlosser voyage plusieurs fois en Suisse en 1783 et passe encore plus de temps à Vienne, où il est membre de la loge maçonnique Zur wahren Eintracht. En 1785, il s'inscrit à Zur edlen Aussicht de Fribourg en tant que Vénérable Maître puis à "'Zur Wahrheit" à Vienne en 1786 puis jusqu'en 1794 en tant que Vénérable Maître de "Karl zur Einigkeit" à Karlsruhe.
En 1787, il est conseiller à Rastatt puis revient à Karlsruhe. En raison des différends avec le gouvernement, il prend sa retraite en 1794 après une attaque en justice de Charles de Bade.
Après une escale à Ansbach en 1796, Schlosser vient à Eutin et continue ses recherches, rencontre Johann Heinrich Voß et Friedrich Leopold de Stolberg. Sa fille Louise épouse Georg Heinrich Ludwig Nicolovius (de).
Il se fait un critique d'Emmanuel Kant. Il qualifie sa philosophie d'irréaliste, d'une santé mentale douteuse et éthiquement discutable. La polémique qu'il suscite provoque des réponses violentes de partisans de Kant, comme Frédéric Schlegel.
Schlosser est un traducteur important, en particulier du grec. Il traduit en allemand Platon, Aristote, Xénophon, Thucydide, Eschyle, Euripide, Aristophane, Homère, Callimaque de Cyrène.
En 1797, Schlosser devient syndic de la ville à Francfort où il revient l'année suivante pour représenter sa politique étrangère.